# دیسک پراکنده
دیسک پراکنده (به انگلیسی: Scattered Disc, Scattered Disk) منطقه‌ای بسیار دور در منظومهٔ خورشیدی است که در آن ریزسیاره‌ها وجود دارند و ریزسیاره‌ها نیز زیرمجموعه‌ای از اجسام فرانپتونی هستند. اجسام دیسک پراکنده خروج از مرکز مداری و زاویهٔ انحراف زیادی دارند.